# Francesc Draper Molins
Francesc Draper Molins (Barcelona, 1902-1971) fou un dirigent esportiu vinculat a la natació.
President de la Federació Catalana de Natació del 1950 al 1957, ocupà el càrrec amb la voluntat de recuperar el paper preeminent de la natació catalana dins de l'estat espanyol. Amb aquest objectiu formà una Junta Directiva amb els clubs amb pes a Catalunya, i així al cap de poc va organitzar els Campionats d'Espanya de Natació a la piscina de Montjuïc, on Catalunya va conquerir el títol estatal després de nou anys. Un any després, el 1951, l'equip del CN Barcelona, en representació d'Espanya, guanyava la medalla d'or a la primera edició dels Jocs del Mediterrani celebrats a Alexandria. Als èxits esportius en van seguir d'altres, com l'estrena el gener de 1953 d'una seu pròpia per a la federació, que fins en aquell moment havia estat sempre en el CN Barcelona, la remodelació de la piscina de Montjuïc per als II Jocs del Mediterrani que l'any 1955 que es van celebrar a Barcelona, o que la natació fos declarada d'interès nacional per part de la Delegación Nacional de Deportes el gener de 1956 a proposta del Comitè Pro-Natació de la Federació Catalana, creat tres anys abans. A més de ser soci del CN Barcelona, també ho era dels Lluïsos de Gràcia, del FC Barcelona, del Club de Tennis La Salut, del Real Club de Tenis Barcelona i del Club de Pilota Basconia.